# Nodipecten subnodosus
Nodipecten subnodosus är en musselart som först beskrevs av G. B. Sowerby I 1835.  Nodipecten subnodosus ingår i släktet Nodipecten och familjen kammusslor. Inga underarter finns listade i Catalogue of Life.